# Iryna Kakujewa
Iryna Kakujewa (belarussisch Ірына Какуева; * 24. Juni 1973 in Podoserzi) ist eine ehemalige belarussische Biathletin.
Iryna Kakujewa lebt in Wizebsk. Sie arbeitet als Ausbilderin und begann 1988 mit dem Biathlonsport. Chancen auf internationale Einsätze ergaben sich erst mit dem Ende der Sowjetunion und der Herausbildung mehrerer neuer nationaler Verbände in den Nachfolgestaaten, darunter in Belarus. Ihre ersten Rennen im Weltcup bestritt sie zum Auftakt der Saison 1993/94 in Bad Gastein. Während sie als 53. im Einzel noch weit die Punkteränge verpasste, gewann die Belarussin schon im folgenden Sprint als 12. erstmals Punkte. Ihr bestes internationales Einzelresultat erreichte Kakujewa bei ihrem Karrierehöhepunkt, den Olympischen Winterspielen 1994, als sie im Sprintrennen Sechste wurde. Im Einzel wurde sie 28. und mit Natallja Permjakawa, Natallja Ryschankowa und Swjatlana Paramyhina als Startläuferin der Staffel ebenfalls Sechste. Den größten Erfolg erreichte sie bei den Weltmeisterschaften 1994 in Canmore, wo der nichtolympische Mannschaftswettbewerb ausgetragen wurde. Kakujewa gewann dort mit Natallja Permjakowa, Natallja Ryschankowa und Swjatlana Paramyhina vor den Vertretungen Norwegens, Frankreichs und Deutschlands den Weltmeistertitel. Nach ihrer einzigen Saison, bei der sie 20. in der Gesamtwertung des Weltcups wurde, beendete sie ihre Karriere.

## Biathlon-Weltcup-Platzierungen
Die Tabelle zeigt alle Platzierungen (je nach Austragungsjahr einschließlich Olympische Spiele und Weltmeisterschaften).
- 1.–3. Platz: Anzahl der Podiumsplatzierungen
- Top 10: Anzahl der Platzierungen unter den ersten zehn (einschließlich Podium)
- Punkteränge: Anzahl der Platzierungen innerhalb der Punkteränge (einschließlich Podium und Top 10)
- Starts: Anzahl gelaufener Rennen in der jeweiligen Disziplin

| Platzierung                                              | Einzel | Sprint | Verfolgung | Massenstart | Team | Staffel | Gesamt |
| -------------------------------------------------------- | ------ | ------ | ---------- | ----------- | ---- | ------- | ------ |
| 1. Platz                                                 |        |        |            |             | 1    |         | 1      |
| 2. Platz                                                 |        |        |            |             |      |         |        |
| 3. Platz                                                 |        |        |            |             |      |         |        |
| Top 10                                                   | 1      | 1      |            |             | 1    | 1       | 4      |
| Punkteränge                                              | 3      | 3      |            |             | 1    | 1       | 8      |
| Starts                                                   | 5      | 6      |            |             | 1    | 1       | 13     |
| Stand: Karriereende, Daten möglicherweise nicht komplett |        |        |            |             |      |         |        |